# Maya Angelou
Marguerite Annie Johnson, más conocida como Maya Angelou (San Luis, Misuri; 4 de abril de 1928-Winston-Salem, Carolina del Norte; 28 de mayo de 2014), fue una escritora, poeta, cantante y activista por los derechos civiles estadounidense. Publicó siete autobiografías, tres libros de ensayos y varios libros de poesía. Participó, asimismo, ya fuera como actriz, bailarina, directora o productora, en una larga lista de musicales, obras teatrales, películas y programas de televisión que fueron relevantes durante más de 50 años. Recibió docenas de premios y más de cincuenta títulos honoríficos. Como autora fue especialmente conocida por su serie de siete autobiografías, la primera de las cuales, I Know Why the Caged Bird Sings, (1969) en español, Yo sé por qué canta el pájaro enjaulado, que describe el peso de la segregación racial en su infancia y adolescencia, le valió el reconocimiento internacional.
Descrita a menudo como una «mujer renacentista» por los múltiples talentos que desarrolló a lo largo de su vida, se convirtió en autora y poeta después de ejercer las más diversas profesiones, desde cocinera, bailarina de clubes nocturnos o miembro del elenco de Porgy and Bess, a coordinadora de la Conferencia Sur de Liderazgo Cristiano o periodista en Egipto y Ghana durante la descolonización de África. Tomó parte activa en el Movimiento por los Derechos Civiles y colaboró estrechamente con figuras tan relevantes como  Martin Luther King, Jr. y Malcolm X. En 1982 fue nombrada profesora de Estudios Americanos en la Universidad de Wake Forest en Winston-Salen, Carolina del Norte. Posteriormente, en 1993, Angelou alcanzó gran notoriedad al recitar su poema "On the Pulse of Morning" en la inauguración del presidente Bill Clinton, convirtiéndose, así, en la primera poeta en participar en una inauguración presidencial desde Robert Frost en la de John F. Kennedy en 1961.
Con la publicación de I Know Why the Caged Bird Sings, demostró su solvencia en un género, el de la autobiografía, especialmente importante para la minoría afroamericana por constituir un foro abierto en el que informar sobre la triste condición de su raza, exponer los detalles de su lucha y promover una sociedad más justa. Testigo excepcional de su tiempo, la autora supo transformar sus vivencias en una experiencia colectiva y universal. Siguiendo la estela de Phillis Wheatley, Maya Angelou forma parte de ese extraordinario grupo de escritoras negras que lograron abandonar la marginalidad para pasar a protagonizar y modelar la tradición literaria en la que se inscriben.

## Vida y obra

### Primeros años
Marguerite Annie Johnson nació en San Luis, Misuri, el 4 de abril de 1928, siendo la segunda hija de Bailey Johnson, portero y nutricionista de la marina, y de Vivian (Baxter) Johnson, enfermera. El hermano mayor de Angelou, Bailey Jr., la apodó "Maya", un nombre derivado de "My" (mío) o "Mya sister" (mi hermana). Cuando Angelou tenía tres años y su hermano cuatro, el "calamitoso" matrimonio de sus padres terminó y su padre los envió solos en tren a Stamps, Arkansas, para que vivieran con su abuela paterna, Annie Henderson. La abuela de Angelou, a la que llamaba Momma y que tuvo una profunda influencia en su vida, era una "impresionante excepción" de las duras condiciones económicas de los afroamericanos en esa época, ya que logró prosperar durante la Gran Depresión y la Segunda Guerra Mundial debido a que era dueña de una tienda y supo hacer "inversiones sabias y honradas".
| Y la vida de Angelou ha sido definitivamente una vida plena: Desde la miserable época de la Depresión, a proxeneta, prostituta, cantante de club, intérprete en Porgy and Bess, coordinadora de Martin Luther King Jr., Southern Christian Leadership Conference, periodista en Egipto y Ghana en los días de la descolonización, colega de Malcolm X, y testigo de los Watts riots. Conoció a King y Malcom, Billie Holiday, y Abbey Lincoln.—John McWhorter, crítico de The New Republic (McWhorter, p. 36) |

| Conocer la historia de su vida es preguntarse simultáneamente ¿qué has estado haciendo con tu vida? y sentirte feliz de no haber tenido que pasar por la mitad de las cosas por las que ella pasó.—Gary Younge, escritor de The Guardian (2009) |

Cuatro años después, el padre de los niños "se presentó en Stamps sin avisar" y los llevó junto a su madre, Vivian, que vivía en St. Louis. A la edad de ocho años, el novio de su madre, un hombre llamado Freeman, abusó sexualmente de ella. Maya se lo acabó confesando a su hermano, quien se lo contó al resto de la familia. Tuvo lugar entonces un juicio, en el que Maya tuvo que testificar, y a Freeman se le declaró culpable y solo estuvo un día en la cárcel. Sin embargo, cuatro días más tarde fue asesinado, probablemente a manos de los tíos de Maya. Toda esta experiencia traumatizó profundamente a la niña, hasta el punto de que dejó de hablar durante casi cinco años. Según explicó en su primera autobiografía, I Know Why the Caged Bird Sings, "Creí que mi voz lo había matado; yo maté a ese hombre, porque dije su nombre. Y después pensé que nunca volvería a hablar, porque mi voz podría matar a cualquiera..." Según Marcia Ann Gillespie, fue durante este periodo de silencio cuando Angelou desarrolló su extraordinaria memoria, su amor por los libros y la literatura y su habilidad de observar el mundo que la rodeaba.
Poco después del asesinato de Freeman, Angelou y su hermano fueron enviados de regreso con su abuela paterna, Momma. Mrs. Bertha Flowers, maestra y amiga de la familia, logró que Maya volviera a hablar. Gracias a ella, además, la joven se familiarizó con la obra de autores tales como Charles Dickens, William Shakespeare, Edgar Allan Poe, Douglas Johnson, y James Weldon Johnson, autores que influirían en su vida y obra. También leyó a autoras feministas de raza negra como Frances Harper, Anne Spencer y Jessie Fauset.
Cuando Angelou tenía catorce años de edad, ella y su hermano volvieron una vez más junto a su madre, la cual se había mudado a Oakland, California. Durante la Segunda Guerra Mundial, Angelou asistió a la Escuela de Labor Social de California. Antes de graduarse, trabajó como "conductress" en los tranvías de San Francisco, siendo, de hecho, la primera mujer negra en conseguir ese trabajo en la ciudad a pesar de los muchos inconvenientes que le pusieron. Sería la primera de las muchas barreras que Angelou consiguió derribar para las personas afroamericanas.
Tres semanas después de terminar el instituto, a la edad de 17 años, dio a luz a su hijo Clyde (quien más tarde cambió su nombre a Guy Johnson), fruto de un único encuentro amoroso. A raíz del nacimiento de su hijo, Angelou rechazó la ayuda que le ofreció su madre, Vivian, con la que siempre tuvo una relación ambivalente. Decidió sacar a su hijo adelante en solitario y se vio obligada, por ello, a realizar numerosos trabajos no cualifiicados, incluidos, durante un breve periodo de tiempo, el de prostituta o proxeneta.

### Vida adulta y primera etapa profesional: 1951-61
En 1951, Maya se casó con un electricista, exmarinero y aspirante a músico, Tosh Angelos, de origen griego, a pesar de que las relaciones interraciales eran mal vistas en aquella época y de que la madre de ella no aprobaba dicha unión. Angelou comenzó a recibir clases de danza moderna y conoció a los bailarines y coreógrafos Alvin Ailey y Ruth Beckford. Angelou y Ailey formaron una pareja de baile y se hicieron llamar "Al and Rita". Juntos actuaron para organizaciones fraternales de afroamericanos por todo San Francisco, aunque sin mucho éxito. Posteriormente, Angelou, su esposo y su hijo se mudaron a Nueva York para que ella pudiera estudiar danza africana con la bailarina Pearl Primus. Regresaron a San Francisco al año siguiente.
Después de que el matrimonio de Angelou terminara en 1954, se dedicó a bailar profesionalmente en clubs nocturnos en los alrededores de San Francisco, incluyendo el Purple Onion, donde bailó y cantó música calipso. En esa época todavía se la conocía como "Marguerite Johnson", o "Rita", pero a sugerencia de sus mánagers y seguidores del Purple Onion, cambió su nombre profesional por el de "Maya Angelou", un "nombre distintivo", más sonoro, basado en su apellido de casada. Durante 1954 y 1955, Angelou viajó por Europa con la producción de la ópera Porgy and Bess. Se propuso aprender el idioma de cada país que visitaba y en pocos años logró dominar varias lenguas. En 1957, gracias a su popularidad con el calipso, Angelou grabó su primer álbum, Miss Calypso, que fue relanzado en CD en 1996. Poco después participó en una obra en el off-Broadway) que sirvió de inspiración para la película de 1957 Calypso Heat Wave, en la cual Angelou cantó y bailó sus propias composiciones.
Maya Angelou conoció al novelista John Oliver Killens en 1959 y, debido a su insistencia, se mudó nuevamente, con su hijo Guy, a Nueva York para concentrarse en su carrera de escritora. Se unió entonces al Gremio de Escritores de Harlem (Harlem Writers Guild), donde conoció a varios escritores afroamericanos, incluyendo a John Henrik Clarke, Rosa Guy, Paule Marshall y Julian Mayfield. Allí oyó, por primera vez, que realmente tenía una historia que contar y logró publicar su primer trabajo. En 1960, pudo escuchar en persona al líder defensor de los derechos civiles Martin Luther King, Jr. en una iglesia en Harlem. Quedó tan profundamente impresionada que ella y John Killens organizaron el "legendario" Cabaret for Freedom con el fin de lograr fondos para la SCLS (Southern Christian Leadership Conference). Según el investigador Lyman B. Hagen, las contribuciones de Angelou como recaudadora de fondos para el movimiento por los derechos civiles y su trabajo como coordinadora en la SCLC fueron exitosas y "eminentemente efectivas". Cuando llevaba trabajando para la SCLC unos dos meses, Angelou tuvo la oportunidad de conocer a Martin Luther King, Jr, en persona. Le sorprendió su cercanía, su comprensión y sus palabras de consuelo al contarle Maya su preocupación por el encarcelamiento de su hermano, Bailey. Angelou también comenzó su activismo pro-Castro y anti-apartheid durante este periodo, en el cual conoció en persona también a Malcolm X tras participar en una protesta en la sede de las Naciones Unidas en Nueva York por el asesinato de Patrice Lumumba, primer ministro del Congo independiente.

### África hastaCaged Bird: 1961–69

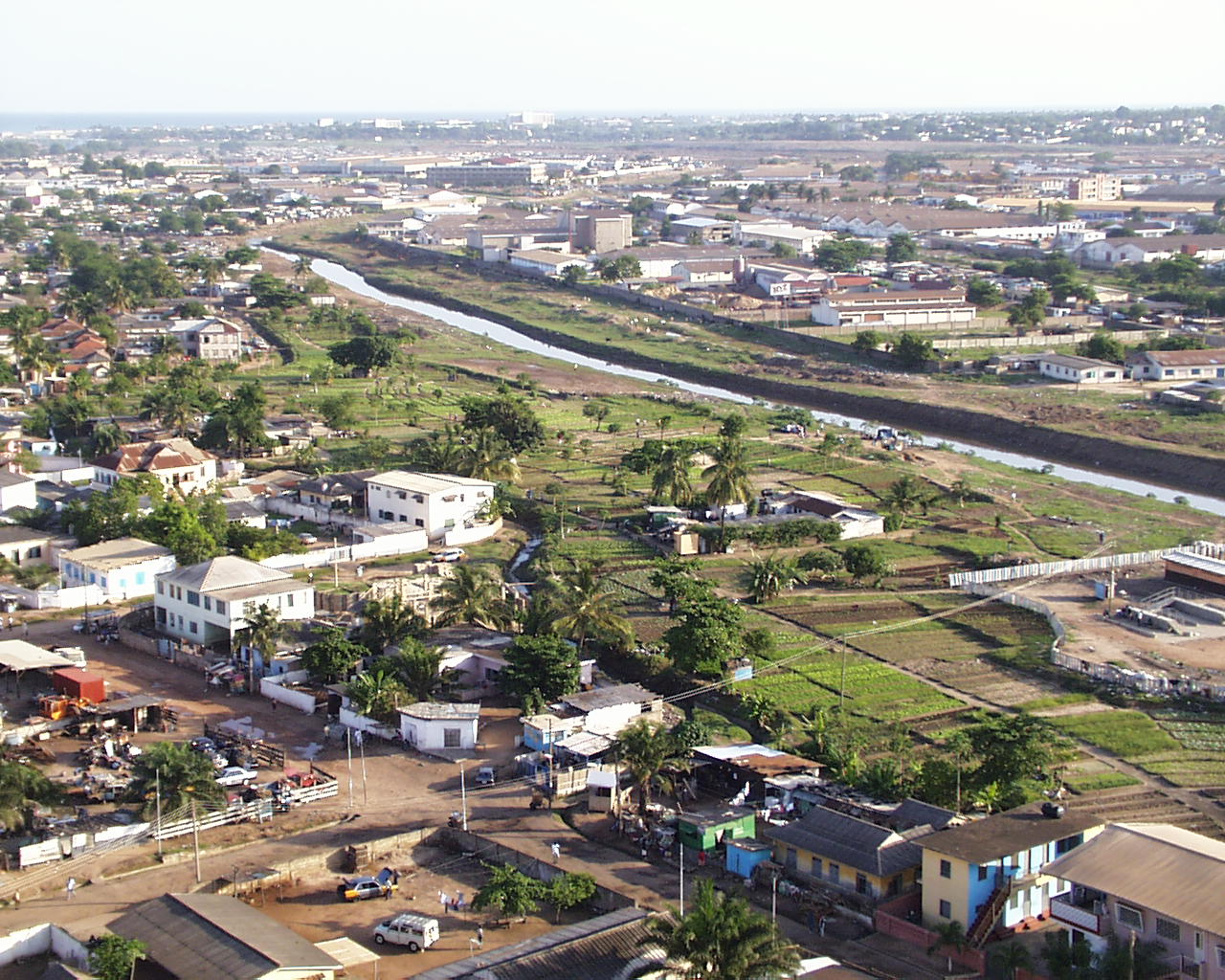
Angelou pasó la mayor parte de su tiempo en África en la ciudad de Acra, capital de Ghana.

En 1961, Angelou actuó en la conocida obra de Jean Genet Los Negros, junto con Abbey Lincoln, Roscoe Lee Brown, James Earl Jones, Louis Gossett, Godfrey Cambridge y Cicely Tyson. Ese año también fue clave en su vida porque conoció al activista sudafricano Vusumzi Make, que había tenido que huir de su país, y que la llevaría a cambiar radicalmente de vida y a desligarse, en gran medida, de lo que estaba sucediendo en los Estados Unidos en unos momentos clave para minoría afroamericana.
Angelou y Make, que se consideraban matrimonio aunque nunca se casaron oficialmente, se mudaron junto con Guy, el hijo de Maya, a El Cairo. Allí, a pesar de carecer de experiencia, ella logró un trabajo como editora asociada en el importante periódico semanal de lengua inglesa The Arab Observer. En 1962 terminó su relación con Make, y ella y Guy se mudaron a Acra, la capital de Ghana, para que él estudiara en la universidad. Guy sufrió un gravísimo accidente automovilístico, lo que llevó a Angelou a permanecer en Acra hasta 1965. Se convirtió en administradora de la Universidad de Ghana y se integró en la comunidad expatriada estadounidense-africana, aunque no logró sentirse de Ghana (a pesar de su esfuerzo por aprender fanti) por las profundas diferencias de mentalidad. Dando de nuevo muestras de sus múltiples talentos, trabajó como editora para The African Review, escritora independiente para el periódico Ghanaian Times, escritora y locutora para la Radio de Ghana y como actriz para el Teatro Nacional de Ghana, participando en la reposición de la obra Los Negros en Ginebra y Berlín.
En Acra, Angelou volvió a coincidir con Malcolm X durante la visita de éste a Ghana a principio de los sesenta para recabar el apoyo del presidente Nkrumah cuando denunciara, como tenía previsto, la situación de los afroamericanos ante las Naciones Unidas. Angelou regresó a los Estados Unidos en 1965 para ayudar a Malcolm X a construir una nueva organización de los derechos civiles, la Organización de la Unidad Afroamericana. Antes de iniciar su colaboración, la escritora y activista decidió visitar a su madre en Hawái, en donde recibió la noticia del asesinato de Malcolm X. Muy afectada y sin rumbo, Angelou pasó una temporada con su hermano en Hawái, donde retomó su carrera de cantante, y posteriormente se mudó de regreso a Los Ángeles para concentrarse en su carrera de escritora. Trabajó como investigadora de mercado en Watts (vecindario de Los Ángeles), donde fue testigo de los graves disturbios y revueltas del verano de 1965. Actuó y escribió obras teatrales y volvió a Nueva York en 1967. Allí retomó su amistad con la escritora Rosa Guy y con James Baldwin, a quien había conocido en París en la década de 1950. Su amigo Jerry Purcell brindó a Angelou apoyo económico para que pudiera continuar su carrera como escritora.
En 1968, Martin Luther King, Jr. le pidió a Angelou que organizara una marcha. Ella aceptó pero "la pospuso nuevamente" y, en lo que Gillespie llama "un macabro giro del destino", Martin L.King fue asesinado el mismo día del 40 cumpleaños de la escritora, el 4 de abril de ese año. Esta tragedia la sumió en una depresión, de la que la ayudó a salir su amigo James Baldwin. Como expone Gillespie: "Si bien1968 fue un año de mucho dolor, pérdidas y tristeza, también fue el año en el que Estados Unidos fue testigo por primera vez de la amplitud y profundidad del espíritu y genio creativo de Maya Angelou". A pesar de no tener casi experiencia, escribió, produjo y narró Blacks, Blues, Black!, una serie documental sobre la conexión entre la música blues y la herencia africana de los negros estadounidenses y lo que Angelou llamaba "el africanismo todavía vigente en los Estados Unidos". El programa fue emitido en la Televisión de Educación Nacional, la precursora de la señal PBS. 1968 fue también el año en que la autora escribió su primera autobiografía, I Know Why the Caged Bird Sings (Yo sé por qué el ave enjaulada canta), publicada en 1969, que le brindó reconocimiento y aclamación internacionales. Angelou afirmó posteriormente que la inspiración le vino mientras se encontraba en una cena con su amigo James Baldwin, el caricaturista Jules Feiffer y su esposa, y el editor de Random House, Robert Loomis, quien la retó a escribir una autobiografía que se leyera como una novela.

### Carrera posterior
La película Georgia, Georgia, producida por una compañía de cine sueca, filmada en Suecia y estrenada en 1972, contó con un guion escrito por Maya Angelou (el primero escrito por una mujer afroamericana). Angelou también compuso la música para la película, a pesar de tener poca participación en la filmación de la misma. Posteriormente, en 1973 Angelou se casó con Paul du Feu, carpintero galés y exesposo de Germaine Greer. Durante los siguientes diez años, según Gillespie,"Ella [Angelou] había logrado más de lo que muchas artistas esperan lograr en toda su vida". Trabajó como compositora y escritora para la cantante Roberta Flack,compuso la música de varias películas, escribió artículos, historias cortas, guiones de televisión, documentales, autobiografías y poesía, produjo obras teatrales y fue nombrada profesora visitante en muchas universidades. Era, incluso, una "actriz reacia", y fue nominada en 1973 para un Premio Tony por su papel en Look Away. Como directora de teatro, en 1988 realizó un nuevo montaje de la obra de Errol John Moon on a Rainbow Shawl en el Teatro Almeida de Londres.
En 1977, Angelou apareció en un rol secundario en la conocida miniserie de televisión Raíces. Obtuvo múltiples premios y reconocimientos durante este periodo, incluyendo más de treinta títulos honorarios de universidades de todas las partes del mundo. A finales de la década de 1970, Angelou conoció a Oprah Winfrey,cuando esta era sólo una presentadora televisiva en Baltimore, Maryland; más tarde Angelou se convertiría en buena amiga y mentora de Winfrey, hoy en día considerada una de las mujeres más influyentes de EE. UU. En 1981, Angelou y du Feu se divorciaron. Ella regresó entonces al sur de los Estados Unidos, ya que sentía que tenía que aceptar y hacer las paces con su pasado. A pesar de no tener un título universitario, aceptó la cátedra Reynolds en Estudios Americanos en la Universidad de Wake Forest en Winston-Salem, Carolina del Norte, donde era una de los pocos profesores a tiempo completo. A partir de ese momento, Angelou se consideró, fundamentalmente, "una maestra que escribe". En sus clases enseñó una variedad de materias que reflejaban sus intereses, incluyendo filosofía, ética, teología, ciencia, teatro y escritura. Según el periódico The Winston-Salem Journal, sin embargo, a pesar de que Angelou hizo muchos amigos en el campus, "nunca superó las críticas de las personas que creían que ella era más una celebridad que una intelectual...y que su sueldo era excesivo". El último curso que enseñó en la Universidad de Wake Forest fue en 2011 y dio su último discurso allí a finales de 2013. Comenzando en los años 1990, Angelou se había convertido en una famosa conferenciante, participando activamente en el circuito de conferencias hasta que tuvo más de ochenta años.

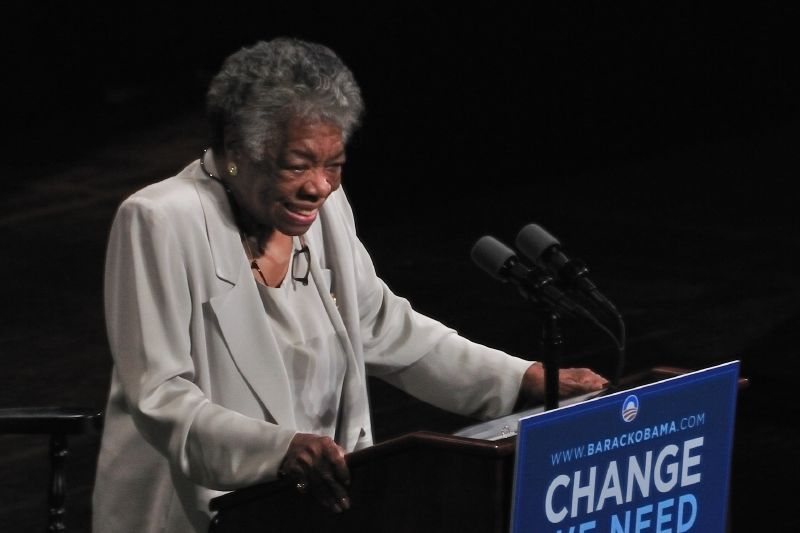
Maya Angelou dando un discurso en un mitin político para Barack Obama en 2008.

En 1993, Angelou recitó su poema "On the Pulse of Morning" en la inauguración del presidente Bill Clinton, convirtiéndose en la primera poeta en recitar su trabajo en una inauguración presidencial desde Robert Frost en la del presidente John F. Kennedy en 1961. La grabación del poema ganó un Premio Grammy. En junio de 1995 dio lo que Richard Long llamó su "segundo poema 'público' ", titulado "A Brave and Startling Truth", con el que conmemoró el 50 aniversario de las Naciones Unidas.
Angelou logró su ansiada meta de dirigir una película en 1996 con Down in the Delta, en la cual actuaron Alfre Woodard y Wesley Snipes. También en 1996, colaboró con los artistas del género musical R&B Ashford & Simpson en siete de las once canciones de su álbum Been Found, logrando estar incluida tres veces en la lista Billboard Chart. En el 2000, llevada por su notable espíritu empresarial, creó una colección exitosa de productos para la empresa Hallmark, incluyendo tarjetas de felicitación y artículos decorativos para el hogar. Algunos críticos la acusaron entonces de ser demasiado comercial, a lo que ella respondió que se había hecho de un modo que era perfectamente congruente con su rol de "poeta del pueblo".  A la par, después de más de treinta años, Angelou continuó escribiendo la historia de su vida y así completó su sexta autobiografía, A Song Flung Up to Heaven, en 2002.
En 2008 la autora participó en la campaña electoral del Partido Demócrata en las Primarias Presidenciales, dando su apoyo público a la senadora Hillary Clinton. En las vísperas de las primarias de enero en Carolina del Sur, la campaña de Clinton incluyó anuncios que subrayaban el respaldo de Angelou en un intento de conseguir el apoyo de la comunidad negra; sin embargo, fue Barack Obama quien ganó esas primarias, terminando 29 puntos sobre Clinton y logrando el 80% del voto de los afroamericanos. Al finalizar la campaña de Clinton, Angelou otorgó su apoyo al Senador Barack Obama, quien finalmente ganó las elecciones presidenciales de 2008 y se convirtió en el primer presidente afroamericano de los Estados Unidos. Angelou dijo entonces: "Estamos logrando superar las idioteces del racismo y del sexismo".
A finales de 2010, Angelou donó sus escritos personales y recuerdos de su carrera al Centro Schomburg para la Investigación de la Cultura Negra (Schomburg Center for Research in Black Culture) en Harlem, Nueva York. Esta donación consistía en más de 340 cajas que contenían sus notas escritas a mano en cuadernos de hojas amarillas para su autobiografía I Know Why the Caged Bird Sings, un telegrama de 1982 de Coretta Scott King, gran amiga suya, y diversa correspondencia de admiradores y compañeros de profesión, como su editor Robert Loomis. En 2011, Angelou actuó como asesora para el monumento de homenaje a Martin Luther King, Jr. en Washington, D.C. y se mostró contraria a una frase de King que aparecía en el monumento, asegurando que "La frase hace parecer al Dr. Martin Luther King un imbécil arrogante". Finalmente se eliminó dicha frase.
En 2013, a la edad de 85 años, Angelou publicó su séptima autobiografía de su serie, titulada Mom & Me & Mom, en la cual volvía a centrarse en su compleja relación con su madre.

### Vida personal
La evidencia sugiere que Angelou era descendiente en parte del pueblo Mende del oeste de África. Un documental de la cadena de televisión PBS del año 2008 descubrió que la bisabuela materna de Angelou, Mary Lee, quien fue emancipada después de la Guerra Civil, tuvo un hijo de su antiguo amo, John Savin. Savin forzó a Lee a firmar una declaración falsa acusando a otro hombre de ser el padre. Después de que Savin fuera imputado de forzar a Lee a cometer perjurio, y a pesar de descubrir que Savin era el verdadero padre, el jurado lo declaró inocente. Lee fue entonces enviada a una casa para los necesitados ('poorhouse') en el condado de Clinton en Misuri junto con su hija, Marguerite Baxter, abuela de Angelou. La escritora describió a Lee posteriormente como "esa pobre chica negra, herida física y mentalmente."
Los detalles de la vida de Angelou, descritos en sus siete autobiografías y en numerosas entrevistas, discursos y artículos, tienden a ser inconsistentes. La crítica Mary Jane Lupton explicó, en este sentido, que cuando Angelou hablaba de su vida, lo hacía muy elocuentemente pero de un modo informal y "sin una línea del tiempo frente a ella." Por ejemplo, se casó por lo menos dos veces, pero nunca aclaró el número exacto de veces que estuvo casada por "miedo a parecer frívola"; de acuerdo con sus autobiografías y con lo escrito por Gillespie, se casó con Tosh Angelos en 1951, con Paul du Feu en 1973, y comenzó también una relación con Vusumzi Make en 1961, pero nunca se casó formalmente con este último. Angelou tuvo un hijo, Guy, cuyo nacimiento, fruto de una única experiencia amorosa, fue descrito en la primera autobiografía de Angelou. También tuvo un nieto y dos bisnietos. La madre de Angelou, Vivian Baxter, murió en 1991 y su hermano Bailey Johnson, Jr. en el 2000 después de una serie de apoplejías; ambos fueron figuras muy importantes en su vida y en sus libros. En 1981, la esposa de su hijo Guy desapareció, llevándose consigo al nieto de Angelou. Llevó cuatro años encontrarlo.
En 2009, el portal de chismes TMZ informó erróneamente de que Angelou había sido hospitalizada en Los Ángeles cuando ella se encontraba en realidad en San Luis, Misuri, lo que provocó rumores sobre su muerte y según Angelou,una gran preocupación entre sus amigos y familia alrededor del mundo. En 2013, Angelou le contó a su amiga Oprah Winfrey que había hecho unos cursos en la Unity Church que la habían enriquecido espiritualmente. Nunca tuvo un título universitario, pero según Gillespie, Angelou prefería ser llamada "Dra. Angelou" por las personas ajenas a su familia y círculo de amigos.
La autora era dueña de dos casas en Winston-Salem, Carolina del Norte, y de un "caserón señorial" en Harlem, que compró en 2004. En sus viviendas fue reuniendo múltiples libros y piezas de arte. Younge contó, por ejemplo, que en la casa de Harlem había varios tapices africanos y una colección de pinturas, incluidas una acuarela de Rosa Parks y una obra de la famosa artista Faith Ringgold titulada "Maya's Quilt Of Life".
Angelou supo desarrollar una importante faceta como anfitriona, apoyándose en sus extraordinarias dotes de cocinera, "desde la alta cocina hasta la comida casera". En el periódico The Winston-Salem Journal se aseguró, en este sentido, que para muchos de los ciudadanos de Winston-Salem era muy importante "conseguir una invitación para alguna de las cenas de Día de Acción de Gracias, fiestas para decorar el árbol navideño o fiestas de cumpleaños de Angelou, ya que eran de los eventos más codiciados en la ciudad". El New York Times, al describir la historia de la residencia de la autora en Nueva York, subrayó, igualmente, que regularmente Angelou era la anfitriona de elaboradas fiestas de Año Nuevo. De hecho, supo combinar sus habilidades como cocinera y escritora en su libro de cocina de 2004 Hallelujah! The Welcome Table, en el cual figuran 73 recetas, muchas de las cuales aprendió de su abuela y de su madre. Su segundo libro de cocina, Great Food, All Day Long: Cook Splendidly, Eat Smart, fue publicado en 2010. En éste tuvo en cuenta aspectos como la pérdida de peso y el control de las porciones alimenticias.
Comenzando con su primera autobiografía, I Know Why the Caged Bird Sings, Angelou usó el mismo "ritual de escritura" durante muchos años. Se despertaba temprano por la mañana y se registraba en un hotel, donde al personal se le indicaba que debían sacar las pinturas y fotografías de las paredes. Angelou escribía en cuadernos de hojas amarillas mientras estaba acostada en la cama. A su disposición debía tener una botella de sherry, una baraja de cartas para jugar al solitarios, el diccionario de sinónimos y antónimos Roget's Thesaurus y la Biblia. Angelou dejaría la habitación por la tarde. Como promedio escribía de 10 a 12 páginas de material cada día, que editaba por la tarde, quedándose únicamente con tres o cuatro páginas. Pasaba por este proceso para "cautivarse" y, como afirmó en una entrevista en 1989 para la British Broadcasting Corporation, "mitigar la agonía, la angustia, el Sturm und Drang." En el momento de escribir, se imaginaba de regreso en situaciones traumáticas de su vida, como cuando fue violada siendo una niña, un suceso relatado en Caged Bird que decidió inclujr con el fin de "contar la verdad humana" sobre su vida. Ella no consideraba que este proceso fuera catártico sino que, más bien, encontraba alivio en "contar la verdad".

### Muerte de Maya Angelou
Angelou murió la mañana del 28 de mayo de 2014. Fue su enfermera y cuidadora quien la encontró. A pesar de estar delicada de salud y haber cancelado su participación en diversos eventos, se encontraba trabajando en un nuevo libro, una autobiografía sobre sus experiencias con líderes nacionales y mundiales. Durante su servicio funerario en la Universidad Wake Forest, su hijo, Guy Johnson, se refirió a la fortaleza de su madre, que a pesar de sufrir dolores continuos debido a las secuelas de su carrera de bailarina y a fallos respiratorios, escribió cuatro libros durante los últimos diez años de su vida. Johnson afirmó que su madre "dejó este plano mortal sin perder agudeza, perspicacia y comprensión".
Numerosos artistas y líderes mundiales mostraron su pesar por el fallecimiento de Angelou, incluyendo al expresidente Bill Clinton, y al entonces presidente Barack Obama. Harold Augenbraum, de la Fundación Nacional de Libros (National Book Foundation), dijo que el "legado de Angelou es uno que todos los autores y lectores alrededor del mundo pueden admirar y a lo que pueden aspirar". En la semana siguiente a la muerte de la escritora, su primera autobiografía I Know Why the Caged Bird Sings, alcanzó el puesto  n.º 1 en la lista de superventas de Amazon.com.
El 29 de mayo de 2014, la Iglesia Mount Zion Baptist en Winston-Salem, a la que Angelou había asistido durante 30 años, organizó un funeral público para honrarla. Asimismo, el 7 de junio tuvo lugar un funeral privado en la Capilla Wait en el campus de la Universidad Wake Forest de Winston-Salem. El servicio fue transmitido en directo en emisoras locales del área Winston-Salem/Triad y en el sitio web de la Universidad. Se pudieron seguir los discursos de su hijo, Guy Johnson, de Oprah Winfrey, Michelle Obama y Bill Clinton. El 15 de junio hubo otro servicio en honor a Angelou en la Iglesia Glide Memorial de San Francisco, a la que Angelou también había estado ligada. El reverendo Cecil Williams, el alcalde Ed Lee, y el exalcalde Willie Brown dieron sendos discursos.
En 2015 el Servicio Postal de los Estados Unidos emitió un sello de correos conmemorando a Maya Angelou con la frase de Joan Walsh Anglund: "Un pájaro no canta porque tiene una respuesta, canta porque tiene una canción". El sello erróneamente le atribuye esta frase a Angelou, a pesar de que es del libro de poemas de Anglund A Cup of Sun (1967).

## Trabajos
Angelou escribió un total de siete autobiografías, con lo que su obra está inextricablemente unida a su vida, una historia de supervivencia pese a haber sido víctima de la segregación racial, del sexismo y de múltiples experiencias traumáticas. Según la académica Mary Jane Lupton, la tercera autobiografía de Angelou, Singin' and Swingin' and Gettin' Merry Like Christmas, marcó la primera vez que un autor afroamericano reconocido escribió un tercer volumen sobre su vida. Sus libros "van más allá del tiempo y el espacio", desde Arkansas hasta África y de regreso a los Estados Unidos y narran desde principios de la Segunda Guerra Mundial hasta el asesinato de Martin Luther King, Jr. Angelou publicó su séptima autobiografía Mom & Me & Mom en 2013, a la edad de 85 años. Los críticos han tendido a juzgar las autobiografías de Angelou "en comparación con la primera" siendo I Know Why the Caged Bird Sings, pues, la más aclamada. Angelou escribió también cinco colecciones de ensayos, los cuales han sido descritos como "libros de sabiduría" y "homilías unidas a textos autobiográficos" por el escritor Hilton Als. De manera excepcional, Angelou tuvo al mismo editor a lo largo de su carrera de escritora, Robert Loomis, un editor ejecutivo de Random House; él se retiró en 2011 y ha sido considerado "uno de los miembros del salón de la fama de los editores." Angelou dijo lo siguiente sobre su larga relación con Loomis: "Tenemos una relación que es famosa entre publicistas".
La extensa carrera de Angelou también incluyó, como hemos visto en apartados anteriores, poesía, obras de teatro, guiones para programas de televisión y películas, dirigir, actuar y dar discursos. Fue una escritora prolífica; su libro de poesía de 1971 Just Give Me a Cool Drink of Water 'fore I Diiie fue nominado al Premio Pulitzer y fue elegida por el presidente Bill Clinton para recitar su poema "On the Pulse of Morning" durante su inauguración presidencial en 1993. Cabe destacar, igualmente, la publicación en 2008 de Letter to my Daughter (Carta a mi hija), que se podría describir como su testamento espiritual. Angelou sólo había tenido un hijo varón pero, a lo largo de su vida, tantas mujeres le habían pedido consejo que las consideraba, de alguna manera, "hijas" suyas.
La exitosa carrera de actriz de Angelou incluye roles en múltiples obras de teatro, películas y programas de televisión, incluyendo su aparición en la miniserie televisiva Raíces de 1977. Su guion para Georgia, Georgia (1972), fue el primer guion escrito por una mujer afroamericana que llegó a ser producido. Angelou también fue la primera mujer afroamericana en dirigir una película, Down in the Delta, en 1998.

### Cronología de autobiografías
- I Know Why the Caged Bird Sings (1969): Hasta 1944 (cuando tenía 16 años)
- Gather Together in My Name (1974): 1944–48
- Singin' and Swingin' and Gettin' Merry Like Christmas (1976): 1949–55
- The Heart of a Woman (1981): 1957–62
- All God's Children Need Traveling Shoes (1986): 1962–65
- A Song Flung Up to Heaven (2002): 1965–68
- Mom & Me & Mom (2013): Repaso general de su vida

## Recepción y legado

### Influencia
Cuando I Know Why the Caged Bird Sings se publicó por primera vez en 1969, Angelou fue aclamada como un nuevo tipo de autora de memorias, una de las primeras mujeres afroamericanas en poder discutir públicamente sobre su vida personal. Según el académico Hilton Als, hasta entonces las autoras femeninas de raza negra habían sido marginadas de tal manera que les era imposible presentarse a ellas mismas como el personaje central en la literatura que escribían. El académico John McWhorter, por su parte, consideraba los trabajos de Angelou "extensiones" de "escritura tolerante". Consideraba a Angelou una defensora de la cultura negra. El escritor Julian Mayfield, a su vez, se refirió a Caged Bird como "una obra de arte que elude toda descripción", y aseguró que las autobiografías de Angelou impusieron un precedente no solo para otras escritoras de color, sino también para las autobiografías afroamericanas en su conjunto. Hilton Als afirmó que Caged Bird marcó una de las primeras veces en las que una autobiógrafa de color pudo "escribir sobre la cultura de los negros desde el interior, sin disculpas ni defensas". A lo largo del proceso de escribir su autobiografía, Angelou se convirtió en una figura reconocida y portavoz altamente respetada para los afroamericanos y las mujeres en general. Se convirtió, "sin duda alguna...en la autobiógrafa de color más visible de Estados Unidos", y en "una gran voz de la autobiografía de esa época". El escritor Gary Younge afirmó: "Probablemente en mayor medida que casi cualquier autor vivo, la vida de Angelou literalmente es su trabajo".
Según Hilton Als, Caged Bird ayudó a fomentar la escritura entre las mujeres afroamericanas en los años 70, no tanto por su originalidad como por su "resonancia en el predominante Zeitgeist", a finales del movimiento de los derechos civiles en Estados Unidos. Als también aseguró que los escritos de Angelou se interesaban más por la autorevelación que por la política o el feminismo y que animaron a otras autoras femeninas a "abrirse sin vergüenza a los ojos del mundo". La crítica de Angelou, Joanne M. Braxton, afirmó que Caged Bird era "probablemente la autobiografía estéticamente más agradable" de su era. Por otra parte, la poesía de Angelou ha influido en la comunidad de música moderna del hip-hop, incluyendo a artistas como Kanye West, Common, Tupac Shakur y Nicki Minaj.

### Recepción crítica
La crítica Elsie B. Washington, probablemente debido al hecho de que el presidente Clinton eligiera a Angelou para que recitara su poema "On the Pulse of Morning" en su inauguración presidencial de 1993, la llamó "la más laureada de las poetas de color". Las ventas de sus libros y poesía aumentó un 300-600% la semana en la que Angelou recitó su poema. Random House, la editorial que publicó el poema ese año, tuvo que reimprimir 400.000 copias de todos sus libros para poder satisfacer la demanda. Durante enero de 1993 se vendieron más libros de Angelou que todos los libros vendidos en 1992, incrementándose su venta el 1200%. Angelou dijo, en respuesta a las críticas que recibió debido a la utilización de los detalles de su vida personal en su trabajo, "Coincido con Balzac y los autores del siglo XIX, blancos y negros, que dicen, "escribo por dinero'". Younge, después de la publicación del tercer libro de ensayos de Angelou, Letter to My Daughter (2008), afirmó: "Durante el último par de décadas, ella ha incorporado sus múltiples talentos a un tipo concreto de arte, emitiendo un mensaje de estímulo personal y social al combinar la poesía, la canción y la conversación".
Los libros de Angelou, especialmente I Know Why the Caged Bird Sings, han sido criticados por muchos padres, lo que ha llevado a censurarlos en las clases y a sacarlos de muchas bibliotecas escolares. Según la Coalición Nacional en contra de la Censura (National Coalition Against Censorship), los padres y las escuelas se han opuesto al contenido de sus libros en cuanto a que incluyen episodios de lesbianismo, cohabitación premarital, pornografía y violencia. Algunos han sido críticos respecto a las escenas sexuales explícitas, cierto uso del lenguaje y representaciones religiosas irreverentes. Caged Bird ocupó el tercer lugar en la lista de los "100 libros más controvertidos" entre 1990 y 2000 de la American Library Association (ALA) y el sexto en la lista de 2000 a 2009.

### Premios
Maya Angelou obtuvo el reconocimiento de múltiples universidades, organizaciones literarias, agencias de gobierno, etc., incluyendo una nominación a un Premio Pulitzer por su libro de poesía Just Give Me a Cool Drink of Water 'fore I Diiie, una nominación a un Premio Tony por su rol en la obra de 1973 Look Away y tres Grammys por sus álbumes orales. Sirvió en dos comités presidenciales y fue ganadora de una medalla Spingarn en 1994, de la Medalla Nacional de las Artes en el 2000 y de la Medalla Presidencial de la Libertad en 2011. Además, Angelou fue condecorada con más de cincuenta títulos honorarios.

### Usos en educación
Las autobiografías de Angelou han sido utilizadas para la capacitación docente debido a su narrativa y contenido multicultural. Jocelyn A. Glazier, profesora en la Universidad George Washington, ha formado a maestros para poder "hablar sobre razas" con la ayuda de las autobiografías I Know Why the Caged Bird Sings y Gather Together in My Name. Según Glazier, el uso que Angelou hizo de la sutileza, autoburla, humor e ironía ha dejado a los lectores de estos textos confundidos sobre lo que Angelou omitió y sobre el modo en el que ellos deberían responder a los hechos descritos. Las descripciones de Angelou sobre sus experiencias con el racismo han forzado a los lectores blancos a explorar sus sentimientos sobre la raza y su propio "estatus privilegiado". Glazier opina que los críticos se han centrado en encontrar el lugar que Angelou ocupa en el género autobiográfico afroamericano y sus técnicas literarias, mientras que los lectores tienden a reaccionar ante sus escritos con "sorpresa, particularmente cuando tienen ciertas expectativas sobre el género autobiográfico".
En su libro de 1997, Stories of Resilience in Childhood, la educadora Daniel Challener analiza los eventos de Caged Bird para ilustrar la resiliencia en los niños. Challener argumentó que los libros de Angelou han proporcionado un "marco útil" para poder explorar los obstáculos a los que muchos niños como Maya se han enfrentado en sus vidas y cómo sus comunidades los han ayudado a superarlos. El psicólogo Chris Boyatzis ha utilizado Caged Bird, por su parte, para complementar ciertas teorías científicas y la investigación de algunos temas asociados al desarrollo infantil, tales como los conceptos del autodescubrimiento, autoestima, resiliencia del ego, inferioridad, consecuencias del abuso, estilos sobre cómo ser padres, relaciones entre hermanos y amigos, problemas de género, desarrollo cognitivo, pubertad y formación de la identidad en la adolescencia. En su opinión, Caged Bird es "una herramienta altamente efectiva" para dar ejemplos de la vida real sobre esos conceptos psicológicos.

## Poesía
Angelou es principalmente conocida por sus siete autobiografías, pero también fue una prolífica poeta. Como hemos visto anteriormente, fue considerada "la más laureada de las poetas de color", y sus poemas han sido descritos como "himnos para los afroamericanos". Angelou comenzó a estudiar poesía a una edad temprana, y usaba la poesía y la literatura para ayudarse a sobrellevar el hecho de que fue violada de niña, como se describe en Caged Bird. Según la académica Yasmin Y. DeGout, la literatura también influyó en Angelou en cuanto a la poeta y escritora en la que se convirtió, especialmente "el discurso liberador que se desarrollaría en su propio cañón poético".
Muchos críticos consideran que las autobiografías de Angelou son más importantes que su poesía. A pesar de que todos sus libros han sido best-seller, su poesía no es considerada tan sobresaliente como su prosa y ha sido poco estudiada. Sus poemas resultaban más interesantes cuando ella los recitaba con su extraordinaria voz y muchos críticos han enfatizado, pues, el aspecto público de su poesía. La falta de aclamación crítica de Angelou como poeta ha sido atribuida tanto a la naturaleza pública de muchos de sus poemas y al éxito popular del que gozaba la autora como a la preferencia de los críticos por la poesía escrita. La profesora y autora Zofia Burr se ha opuesto a esta visión de los críticos de Angelou, condenándolos por no tener en cuenta el propósito fundamental de Angelou en sus escritos: "el ser representativa en lugar de individual, autoritaria en lugar de confesional".

## Estilo y género en autobiografías
El uso de algunas técnicas propias de la novela en la escritura de Angelou, tales como el diálogo, caracterización, desarrollo del tema, ambiente, trama y lenguaje, llevó a que sus libros fueran clasificados como ficción autobiográfica. La autora hizo, de hecho, un intento deliberado de desafiar la estructura común de las autobiografías, criticando y expandiendo el género. La académica Mary Jane Lupton considera, sin embargo, que las autobiografías de Angelou se adaptan a la estructura estándar del género: están escritas por un solo autor, están en orden cronológico y contienen elementos de personajes, técnicas y temas. Angelou reconoció que en sus libros había aspectos ficticios y Lupton se muestra de acuerdo, afirmando que la escritora tendía a "disentir de las nociones comunes verídicas de las autobiografías", y esto la iguala a las convenciones de la mayoría de las autobiografías escritas por afroamericanos durante el periodo de abolición de la esclavitud en los Estados Unidos, cuando, tal y como afirman Lupton y el académico afroamericano Crispin Sartwell, se censuraba la verdad debido a la necesidad de protegerse. El académico Lyman B. Hagen, por su parte, sitúa las obras de Angelou dentro de la larga tradición de las autobiografías afroamericanas, pero asegura que ella creó una forma única de interpretación autobiográfica. d

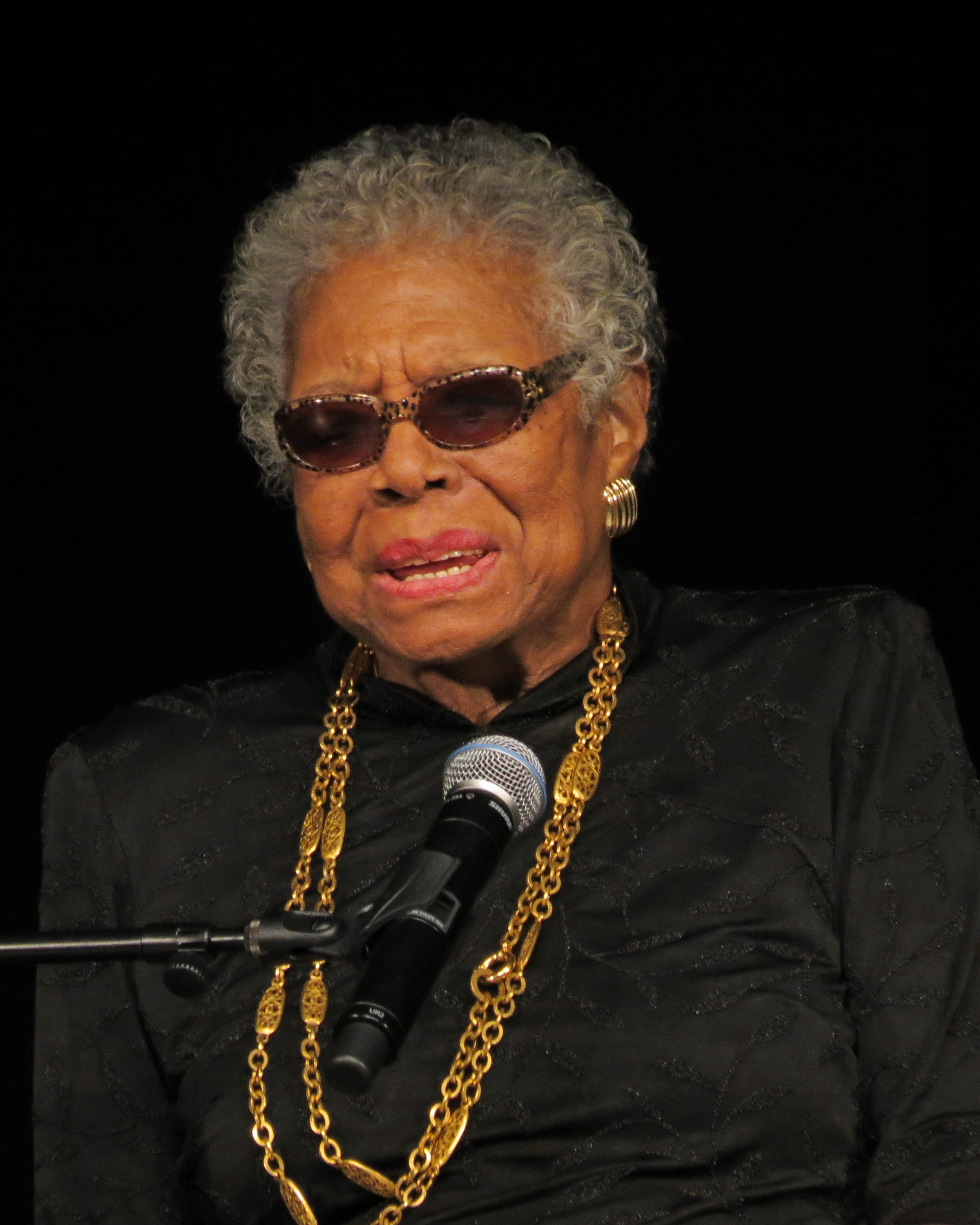
Angelou en la Universidad de York, Pensilvania, en febrero de 2013.

Según el académico afroamericano Pierre A. Walker, el reto que tuvo que afrontar la historia de la literatura afroamericana fue que sus autores habían tenido que confirmar su estatus de literatura propiamente dicha antes de poder cumplir sus metas políticas. Por ello, el editor de Angelou, Robert Loomis, fue capaz de hacer que Angelou escribiera Caged Bird desafiándola a escribir una autobiografía que pudiera ser considerada como una "obra de arte". Angelou reconoció que siguió la tradición esclava de la narración, "hablando en primera persona del singular, refiriéndome a la primera persona del plural, siempre escribiendo yo, pero refiriéndome a 'nosotros'". El académico John McWhorter, por su parte, describió los libros de Angelou como "extensiones que defienden la cultura afroamericana y luchan contra los estereotipos negativos". Según McWhorter, Angelou estructuraba sus libros de una manera que a él le parecía más propia de niños que de adultos con el fin de defender a la cultura negra. McWhorter ve a Angelou como ella se representa a sí misma en sus autobiografías, "como una especie de figura suplente para los estadounidenses negros en tiempos difíciles". De hecho, a McWhorter las obras de la escritora le parecen anticuadas, pero reconoce que "ella ayudó a abrir el camino para los autores afroamericanos contemporáneos, que ahora pueden disfrutar del lujo de ser simplemente individuos, ya no representantes de una raza, simplemente ellos mismos". Lynn Z. Bloom, por su parte, ha comparado los trabajos de Angelou con los escritos de Frederick Douglass, afirmando que ambos cumplen el mismo propósito: describir la cultura afroamericana e interpretarla de una manera más amplia para el público.
Según la académica Sondra O'Neale, la poesía de Angelou puede incluirse en la tradición oral afroamericana, mientras que su prosa "sigue técnicas clásicas en formas orientales no poéticas". O'Neale afirma que Angelou evitó hacer uso del "lenguaje negro monolítico", y lo logró a través del diálogo directo, que describe como una "expresividad del ghetto más esperada". McWhorter, por su parte, opina que el lenguaje utilizado por Angelou en sus autobiografías y las personas en ellas representadas resulta poco realista, lo que provoca una separación entre ella y sus lectores. McWhorter afirma, a este respecto: "yo nunca había leído escritos autobiográficos en los que me costara tanto entender cómo habla el sujeto, o quién es él realmente". Así, por ejemplo, cree que las figuras clave en los libros de Angelou, como ella misma, su hijo Guy y su madre Vivian, no hablan como cabría esperar y que su discurso ha sido "depurado" para los lectores. Guy, por ejemplo, representa al joven negro, mientras que Vivian representa una figura materna idealizada, y el lenguaje rígido que ambos usan, así como el lenguaje de los textos de Angelou en general, pretende demostrar que los negros son capaces de hablar en un inglés estándar adecuado.
McWhorter reconoce que gran parte de la razón del estilo de Angelou era la naturaleza "comprensiva" de su escritura. Cuando Angelou escribió Caged Bird a finales de los años 1960, una de las características necesarias y aceptadas de la literatura de esa época era la "unidad orgánica", por lo que una de las metas de la escritora era crear un libro que cumpliera ese criterio. Los acontecimientos que se suceden en sus libros fueron ideados como una serie de historias cortas, pero su orden no siguió una cronología estricta. En cambio, fueron colocados de tal forma  que enfatizaran los temas de los libros, que incluyen el racismo, la identidad, la familia y los viajes. 
La académica de literatura inglesa Valerie Sayers ha afirmado, por su parte, que "la poesía y la prosa de Angelou son similares". Ambas dependen de su "voz directa", la cual alterna ritmos regulares con patrones sincopados y usa comparaciones y metáforas. Según Hagen, las obras de Angelou fueron influenciadas por la literatura convencional y la tradición oral de la comunidad afroamericana. Por ejemplo, Angelou hace referencia a más de 100 personajes literarios a través de sus libros y poesía. Además, usaba elementos de la música "blues", incluyendo el testimonio personal sobre las dificultades de la vida, la sutileza irónica y el uso de metáforas, ritmos y entonaciones. Angelou, en lugar de depender de la trama, usó sucesos históricos y personales para darle forma a sus libros.

### Como rostro de moneda de curso legal
Po su entrega a la sociedad y por su ferviente activismo social, aparecerá a finales del 2022 en la moneda de 25 centavos de dólar.

### Obras citadas
- Angelou, Maya (1969). I Know Why the Caged Bird Sings. New York: Random House. ISBN 978-0-375-50789-2
- Angelou, Maya (1993). Wouldn't Take Nothing for My Journey Now. New York: Random House. ISBN 978-0-394-22363-6
- Angelou, Maya (2008). Letter to My Daughter. New York: Random House. ISBN 978-0-8129-8003-5
- Braxton, Joanne M., ed. (1999). Maya Angelou's I Know Why the Caged Bird Sings: A Casebook. New York: Oxford Press. ISBN 978-0-19-511606-9
  - Braxton, Joanne M. "Symbolic Geography and Psychic Landscapes: A Conversation with Maya Angelou", pp. 3–20
  - Tate, Claudia. "Maya Angelou: An Interview", pp. 149–158
- Burr, Zofia (2002). Of Women, Poetry, and Power: Strategies of Address in Dickinson, Miles, Brooks, Lorde, and Angelou. Urbana, Illinois: University of Illinois Press. ISBN 978-0-252-02769-7
- DeGout, Yasmin Y. (2009). "The Poetry of Maya Angelou: Liberation Ideology and Technique". In Bloom's Modern Critical Views—Maya Angelou, Harold Bloom, ed. New York: InfobPublishing, pp. 121–132. ISBN 978-1-60413-177-2
- Gillespie, Marcia Ann, Rosa Johnson Butler, and Richard A. Long. (2008). Maya Angelou: A Glorious Celebration. New York: Random House. ISBN 978-0-385-51108-7
- Hagen, Lyman B. (1997). Heart of a Woman, Mind of a Writer, and Soul of a Poet: A Critical Analysis of the Writings of Maya Angelou. Lanham, Maryland: University Press. ISBN 978-0-7618-0621-9
- Lauretase , Maria (1994). Liberating Literature: Feminist Fiction in America. New York: Routledge Press. ISBN 978-0-415-06515-3
- Long, Richard (2005). "Maya Angelou". Smithsonian 36, (8): pp. 84–85
- Lupton, Mary Jane (1998). Maya Angelou: A Critical Companion. Westport, Connecticut: Greenwood Press. ISBN 978-0-313-30325-8
- McWhorter, John (2002). "Saint Maya." The New Republic 226, (19): pp. 35–41.
- O'Neale, Sondra (1984). "Reconstruction of the Composite Self: New Images of Black Women in Maya Angelou's Continuing Autobiography", in Black Women Writers (1950–1980): A Critical Evaluation, Mari Evans, ed. Garden City, N.Y: Doubleday. ISBN 978-0-385-17124-3
- Toppman, Lawrence (1989). "Maya Angelou: The Serene Spirit of a Survivor", in Conversations with Maya Angelou, Jeffrey M. Elliot, ed. Jackson, Mississippi: University Press. ISBN 978-0-87805-362-9
- Walker, Pierre A. (October 1995). "Racial Protest, Identity, Words, and Form in Maya Angelou's I Know Why the Caged Bird Sings". College Literature 22, (3): pp. 91–108.